# Missão das Nações Unidas em Serra Leoa
A Missão das Nações Unidas em Serra Leoa (em inglês:  United Nations Mission in Sierra Leone, UNAMSIL) foi uma operação de manutenção da paz das Nações Unidas na Serra Leoa de 1999 a 2006. Foi criada pelo Conselho de Segurança das Nações Unidas em outubro de 1999 para ajudar na implementação do Acordo de Paz de Lomé, um acordo destinado a acabar com a Guerra Civil da Serra Leoa. A UNAMSIL expandiu-se várias vezes em 2000 e 2001. Concluiu o seu mandato no final de 2005 , tendo o Conselho de Segurança declarado que a sua missão estava encerrada. 
O mandato foi notável por autorizar a UNAMSIL a proteger civis sob ameaça iminente de violência física (ainda que "dentro das suas possibilidades e áreas de implantação") - um retorno a um estilo mais proativo da manutenção da paz da ONU.